# Бакалешти (Телеорман)
Бакалешти (рум. Băcălești) насеље је у Румунији у округу Телеорман у општини Калмацују Де Сус. Oпштина се налази на надморској висини од 92 m.

## Становништво
Према подацима из 2002. године у насељу је живело 1299 становника, од којих су сви румунске националности.